# Seseli serbica
Seseli serbica är en flockblommig växtart som beskrevs av Calest. Seseli serbica ingår i släktet säfferötter, och familjen flockblommiga växter. Inga underarter finns listade i Catalogue of Life.